# Serenazgo municipal (Perú)

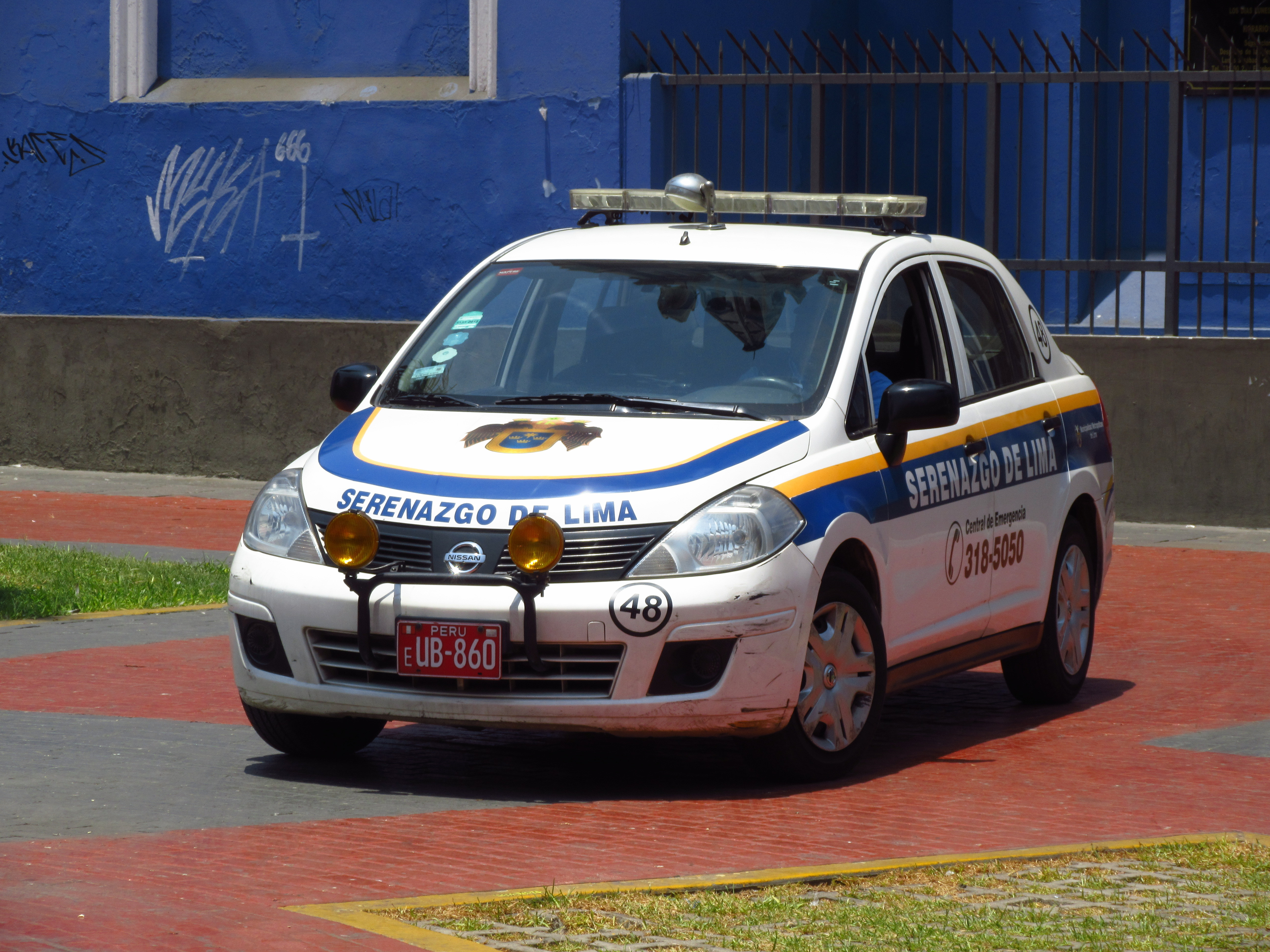
Automóvil del serenazgo de Lima.

En Perú se aplica el servicio de serenazgo municipal, para la vigilancia de zonas sectoriales del país. Fue propuesto en Lima por Carlos Neuhaus bajo el nombre de cuerpo municipal de patrulla y aplicado posteriormente en 1996 en toda la metrópoli por Alberto Andrade. Cada cuerpo es administrado por un municipio bajo su propia jurisdicción, está limitado principalmente en ofrecer seguridad ciudadana y no emite órdenes a la policía o a fiscales.

## Historia
En Perú y Bolivia, igual que en España, el término sereno se recurrió en la vigilancia tanto nocturna como diurna. Sus orígenes fueron en el virreinato.
En 1958 se constituyó en el distrito de San Isidro el cuerpo municipal de patrulla luego de la creación de la Institución Municipal de Seguridad Vecinal creada por Carlos Neuhaus. La institución duró un año a pesar de contar el apoyo financiero de la Guardia Civil y el gobierno central.
Luego de estar inactivo, Neuhaus restituyó el servicio bajo el nombre de serenazgo municipal en 1990, luego que los gobiernos locales buscaron imitar mecanismos de seguridad de los vecinos de la zona como complemento de la Policía Nacional, además de contar alguaciles para reducir el comercio ambulante en algunas calles de Lima. Al año siguiente, en 1991, Alberto Andrade implementó esta medida también en el centro de Lima, que contó solo con 150 personas. En 1996 el cuerpo se extendió a toda Lima Metropolitana.
En 2014 se establecieron los perfiles del Gerente de Seguridad Ciudadana y del Personal de Serenazgo para atender la Autoridad Nacional del Servicio Civil, en que se determinó la oficialización del cuerpo de serenos a nivel nacional.
En 2015 se implementó el uso de armas no letales a los serenos de la Municipalidad Provincial de La Convención,ciudad de Quillabamba, caso que se discutió si tienen la facultad de intervenir a infractores del orden público. Además, que tomó el rol de los serenos en centros educativos de la ciudad .

## Funciones del serenazgo
Según Resolución Ministerial N° 772-2019 del Ministerio del Interior:
- Identificar zonas críticas y en riesgo de cometer actos delictivos o que atenten a la ciudadanía.
- Entablar apoyo municipal con los vecinos en la prevención de delitos, faltas y contravenciones de su barrio.
- Advertir la presencia de personas, vehículos u objetos sospechosos a las autoridades correspondientes.
- Atender emergencias (médicas, incendios y policiales) y pedidos de información del vecindario.
- Realizar el patrullaje íntegro con la participación de la Policía Nacional.
- Colaborar en la atención de desastres con la Policía Nacional y otras entidades vinculadas a la seguridad.